# 魚珠駅
魚珠駅（ぎょしゅえき）は、中華人民共和国広東省広州市黄埔区魚茅路にある広州地下鉄5号線と13号線の駅である。

## 歴史
- 2009年12月28日：5号線の駅として開業[1]。
- 2017年12月28日：13号線の開業により、乗り換え駅となる[2]。

## 駅構造
5号線は島式ホーム1面2線、13号線は相対式ホーム2面2線の地下駅である。13号線の駅北側には両渡り線が設置されています。
| 番線                    | 路線     | 行先             |
| ----------------------- | -------- | ---------------- |
| 5号線ホーム（地下3階）  |          |                  |
| 1                       | ■ 5号線  | 広州駅・滘口方面 |
| 2                       | ■ 5号線  | 黄埔新港方面     |
| 13号線ホーム（地下2階） |          |                  |
| 3                       | ■ 13号線 | 新沙方面         |
| 4                       | ■ 13号線 | 降車專用ホーム   |

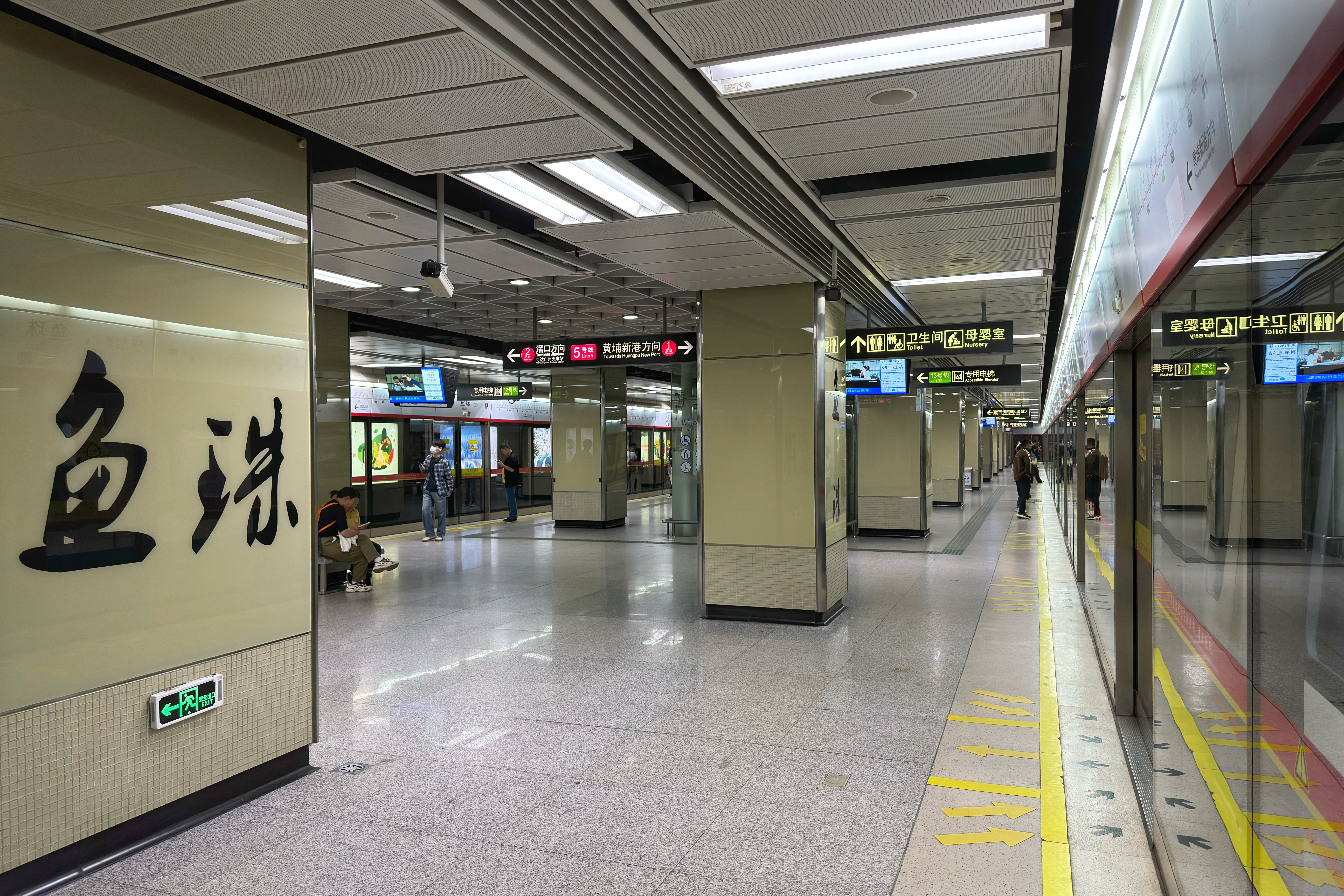
5号線ホーム
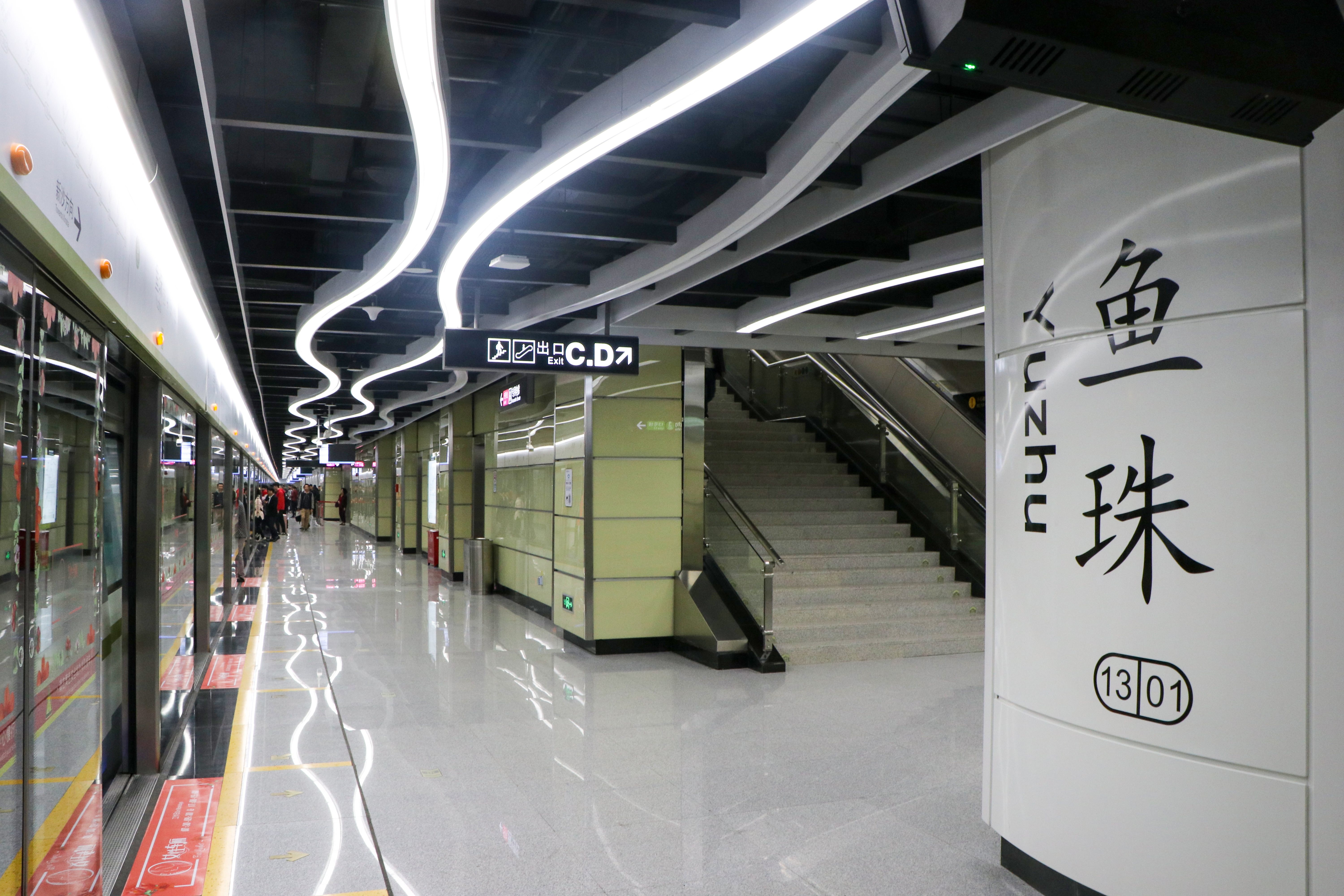
3番線ホーム
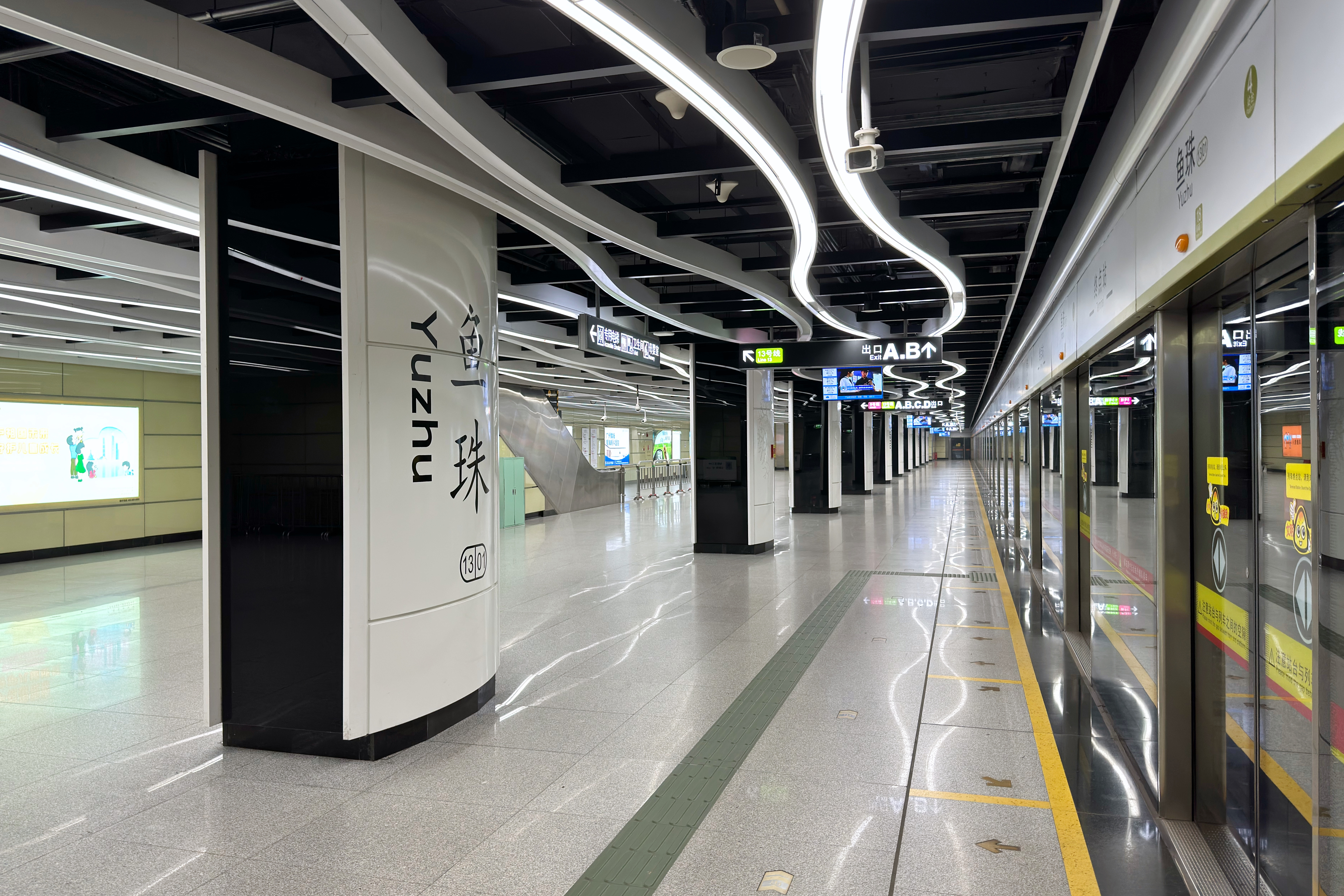
4番線ホーム
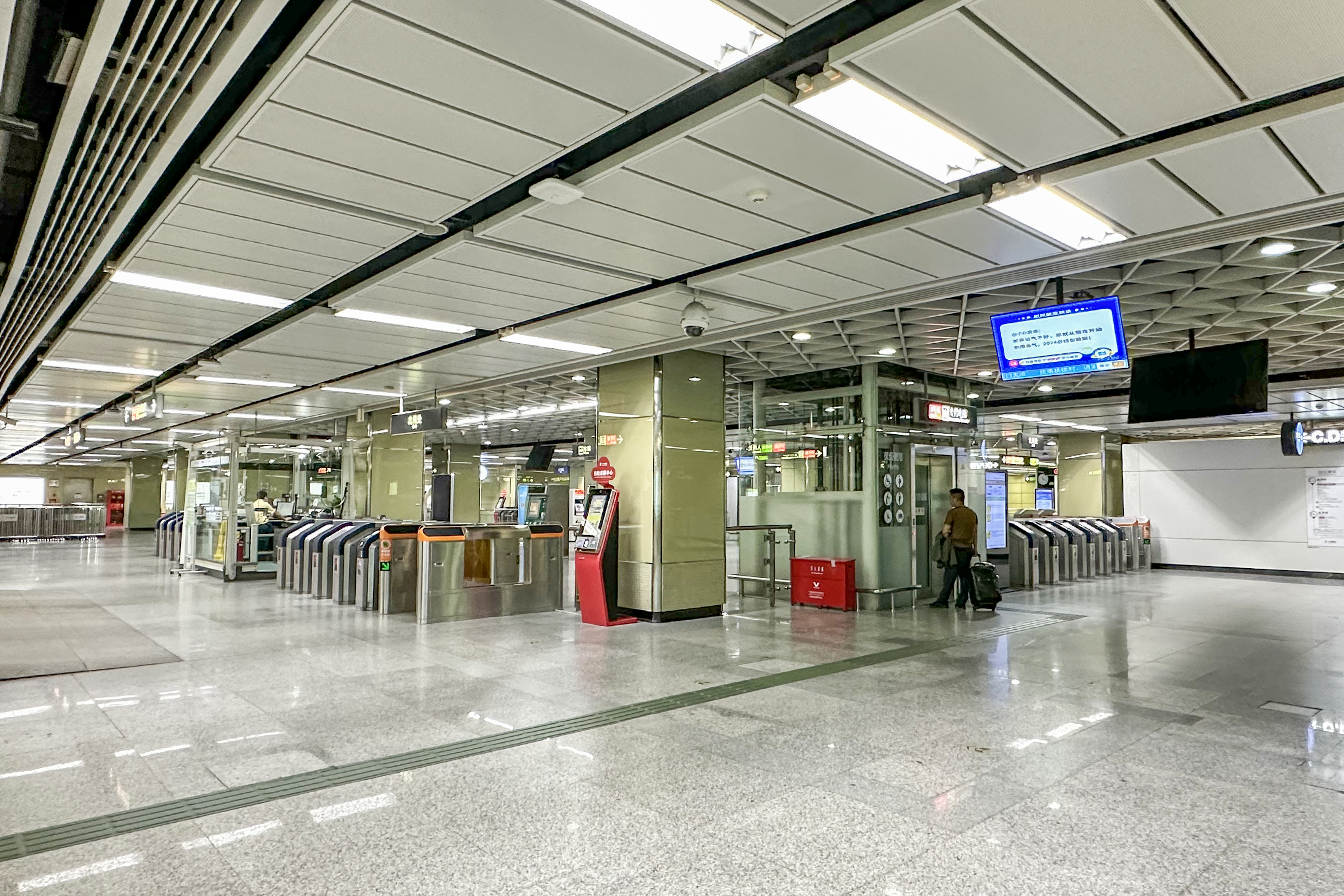
コンコース
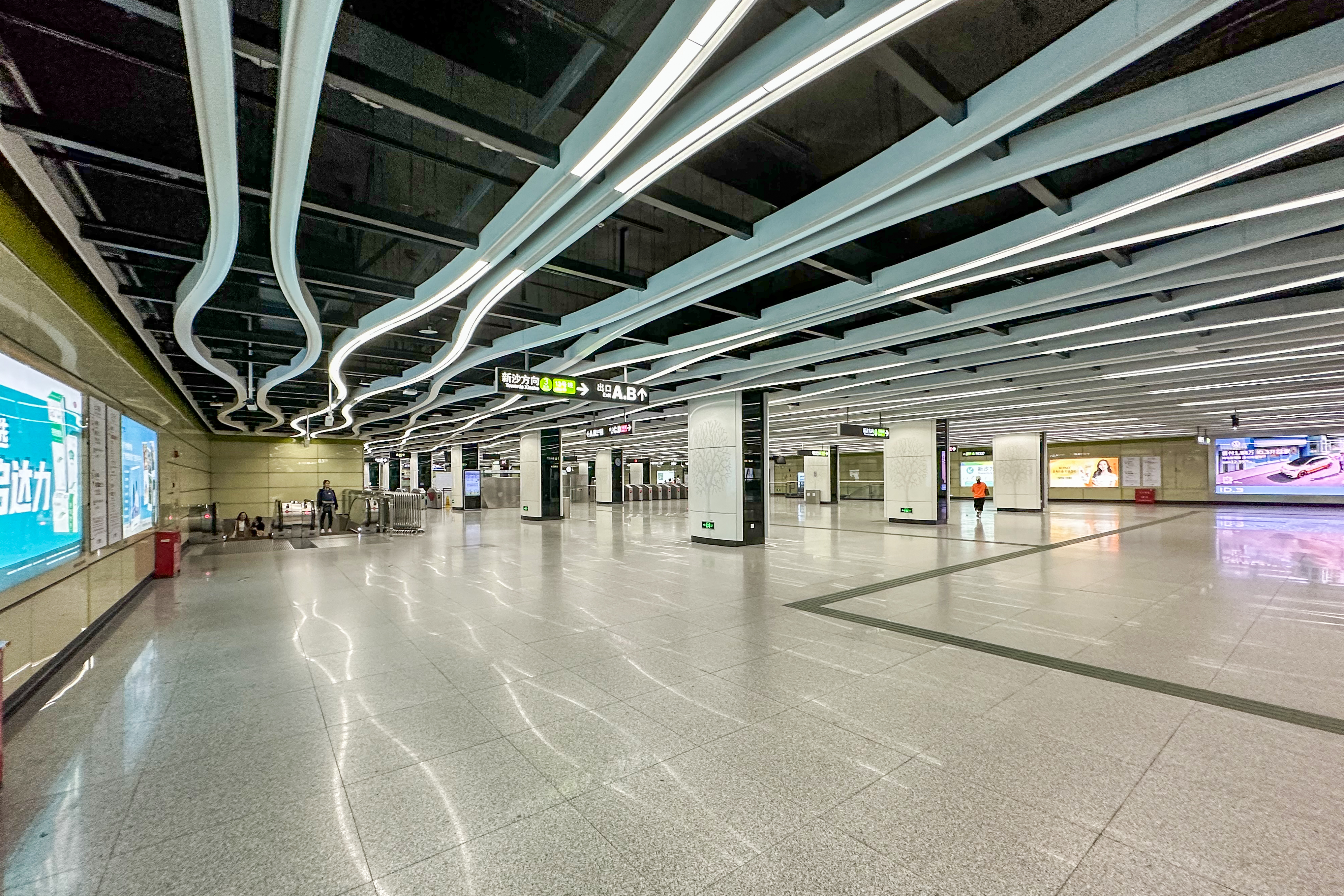
コンコース

## 駅周辺
- 魚木小区
- 橘利城商業広場
- 華盈商廈
- 魚珠小区
- 魚珠埠頭

## 隣の駅
広州地下鉄
■ 5号線
三渓駅 - 魚珠駅 - 大沙地駅
■ 13号線
魚珠駅 - 裕豊囲駅